# Zizhi Tongjian
Cette page contient des caractères spéciaux ou non latins. S’ils s’affichent mal (▯, ?, etc.), consultez la page d’aide Unicode.
Le Zizhi Tongjian (chinois traditionnel : 資治通鑑 ; chinois simplifié : 资治通鉴 ; pinyin : zīzhì tōngjiàn ; Wade : Tzu-chih t'ung-chien ; litt. « Miroir général pour aider le gouvernement ») est un ouvrage de référence dû à l'historien chinois du XIe siècle Sima Guang. En 1065, l'empereur Song Yingzong ordonna à ce dernier de compiler une histoire universelle de la Chine, un travail colossal dont il sera le directeur et qu'il va accomplir avec d'autres érudits tels que ses principaux assistants Liu Shu, Liu Ban et Fan Zuyu. Il a fallu 19 ans à Guang et son équipe pour venir à bout de cette tâche et c'est en 1084 que l'historien présente le résultat de son travail, le Zizhi Tongjian, à l'empereur Song Shenzong, le successeur de Yingzong de Song. Le Tongjian prend la forme d'une chronique et couvre une période allant de -403 à 959, s’étalant sur 16 dynasties et 1 363 ans, du début des Royaumes combattants jusqu'à la fin de la Période des Cinq Dynasties et des Dix Royaumes (avant le début de la dynastie Song). L’œuvre contient 294 volumes (卷) et trois millions de caractères chinois. Guang meurt deux ans après la publication du Tongjian.

## Écriture

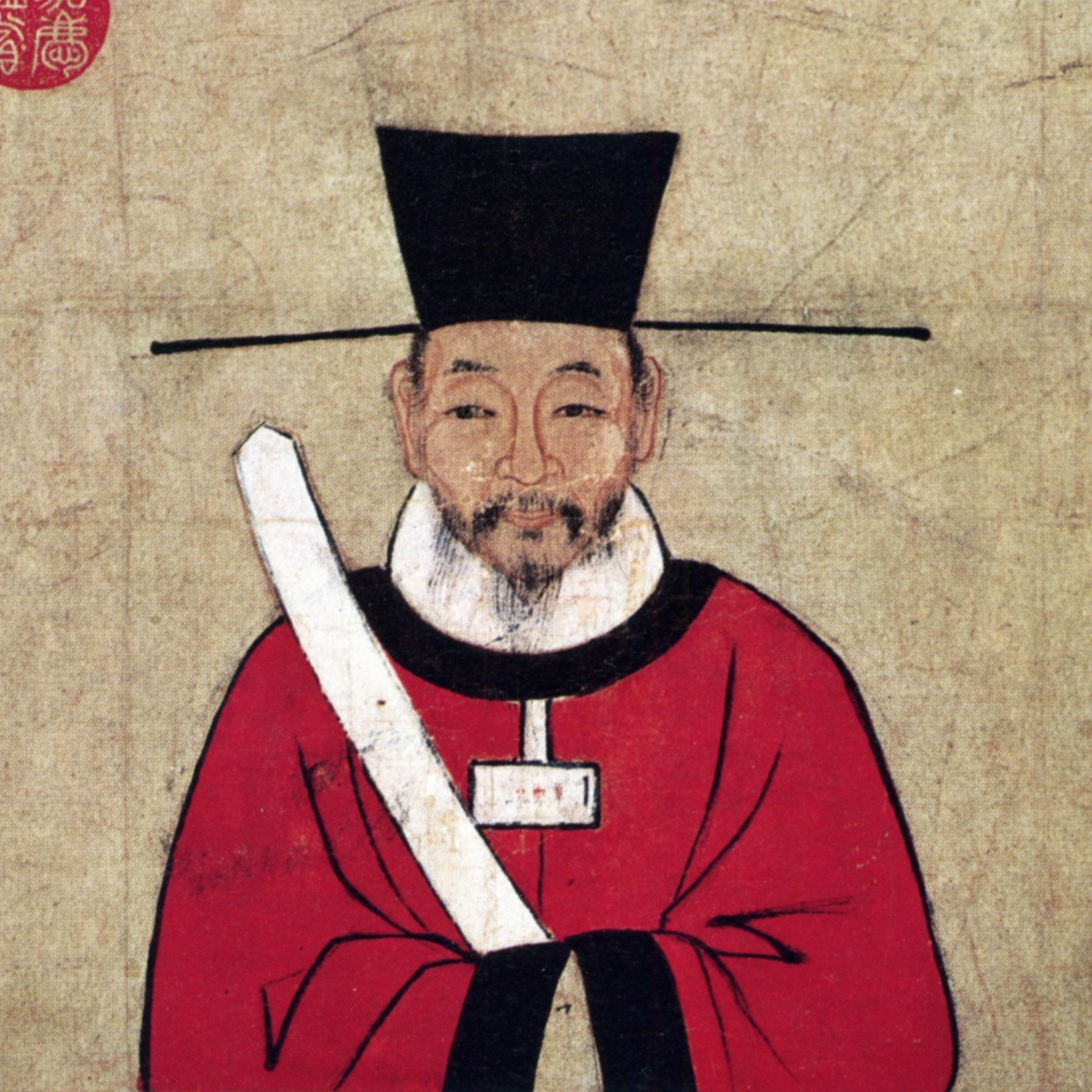
Sima Guang

Sima Guang présente, en 1066, le Tongzhi (通志, « annales complètes ») à l'empereur Song Yingzong. Il s'agit d'un ouvrage en huit volumes qui est une chronique de l'histoire chinoise sur la période allant de -403, date de la partition de l'état de Jin en trois entités, à -207, date de la fin de la dynastie Qin. L'empereur le commissionne alors pour compiler une histoire universelle de la Chine et donne à Sima l'accès intégral aux bibliothèques impériales ainsi que le financement nécessaire. Des assistants en recherche spécialisés en histoire lui sont assignés, tels Liu Ban (劉攽, 1022-88), Liu Shu (劉恕, 1032-78) et Fan Zuyu (范祖禹, 1041-98).
Lorsque l'empereur Yingzong meurt en 1067, Sima est invité à présenter son travail à son fils et successeur, l'empereur Song Shenzong. Le nouvel empereur confirme qu'il porte à l'ouvrage le même intérêt que son père, mais demande à Sima Guang de changer le titre pour celui, plus honorifique, de Zizhi Tongjian (« Miroir général pour aider le gouvernement »).
Le texte principal du  Zizhi Tongjian  a été rédigé sur 294 juan (chinois traditionnel : 卷), qui sont des rouleaux correspondant à un volume, un chapitre ou une section de l'œuvre. Le texte est un récit chronologique de l'histoire de la Chine de la période des Royaumes combattants a celle des Cinq Dynasties et Dix Royaumes. Sima Guang, l'auteur principal et directeur de l'équipe chargée de la rédaction, fut actif à chaque étape, de la collecte des événements et des dates au sein des divers travaux précédents, jusqu'à la rédaction et à la publication.
Sima Guang n'a pas rédigé ce livre en respectant les formes traditionnelles de l'historiographie chinoise. En effet, depuis près de 1 000 ans, soit depuis que Sima Qian a écrit le Shiji, les histoires classiques des différentes dynasties chinoises sont principalement des compilations dont les chapitres sont divisés entre ceux consacrés aux annales (紀) des dirigeants et ceux dédiés aux biographies (傳) des fonctionnaires. Le Zizhi Tongjian a changé le format de ces histoires, qui sont passées du style biographique (chinois traditionnel : 紀傳體) au style chronologique (chinois traditionnel : 編年體), mieux adapté à l'analyse, à l'activisme et à la critique. Selon Wilkinson : "Il (le Zizhi Tongjian) a eu une influence énorme sur l’écriture historique chinoise ultérieure, directement ou à travers ses nombreuses abréviations, continuations et adaptations. Il reste une référence de base extrêmement utile pour une couverture rapide et fiable des événements à un moment donné."
Finalement, les 294 juan de ce livre parcourent 11 périodes historiques chinoises : Royaumes Combattants, Qin, Han occidentaux, Han orientaux, Trois Royaumes, Jin et les seize Royaumes, Dynasties du Sud et du Nord, Sui, Tang et Cinq Dynasties.

## Commentaires et production dérivée

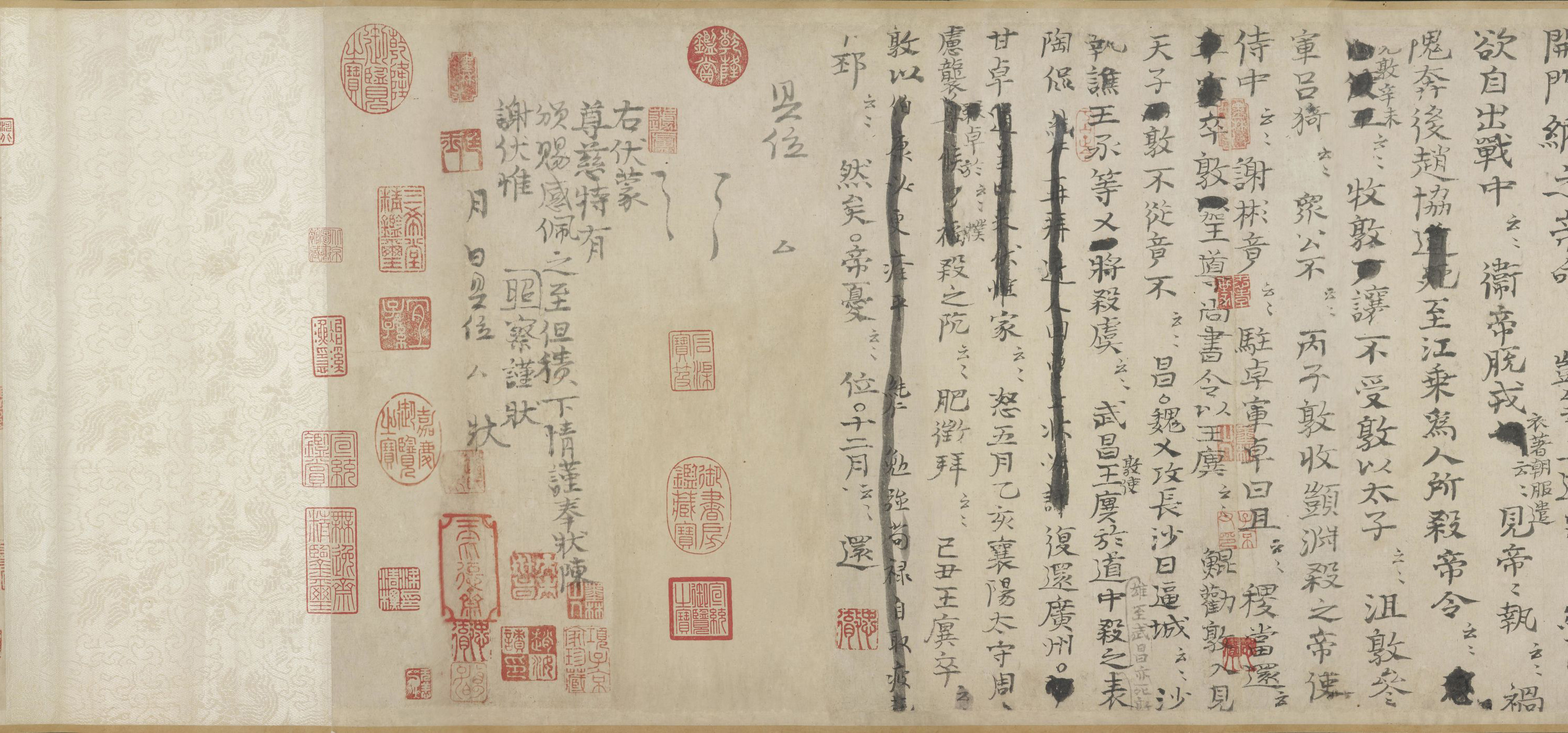
Extrait d'un des rouleaux originaux du Zizhi Tongjian

Au XIIe siècle, le philosophe chinois Zhu Xi produit une version remaniée et condensée du Zizhi Tongjian, connue sous le nom de Tongjian Gangmu, ou Zizhi Tongjian Gangmu (通鑑綱目). Cette version condensée sera plus tard traduite en Mandchou sous le titre de ᡨᡠᠩ
ᡤᡳᠶᠠᠨ
ᡬᠠᠩ
ᠮᡠ (Wylie: Tung giyan g'ang mu, Möllendorff: Tung giyan g'ang mu), à la demande de l'empereur Kangxi de la dynastie Qing. Cette version mandchoue sera elle-même traduite en français par le missionnaire jésuite français Joseph de Maillat. Cette traduction en 12 volume est publiée après sa mort, à Paris en 1777-1783, sous le titre d'Histoire générale de la Chine, ou Annales de cet Empire ; traduit du Tong-kien-kang-mou par de Mailla. Plus récemment, l'historien Rafe De Crespigny a publié des traductions en anglais des chapitres 54-59 et 59-69 sous les titres "Emperor Huan and Emperor Ling" pour les premiers et "To Establish Peace" pour les seconds (Australian National University). Ces chapitres couvrent la période 157-220, tandis que les dix chapitres suivants (70- 79) qui vont jusqu'à l'an 265, ont déjà été traduits par Achilles Fang dans The Chronicle of the Three Kingdoms (Harvard University Press). Les chapitres 1-8, couvrant les années 403-207 avant notre ère, ont également été traduits en anglais avec de nombreuses notes et annotations, tout comme quelques sections du Zizhi tongjian relatives aux relations entre la Chine et les Xiongnu.
En plus de ces diverses traductions, le Tongjian a eu droit à plusieurs éditions commentées. Ainsi, l'édition connue sous le nom de Zhonghua Shuju contient le texte original, accompagné de critiques rédigées par Hu Sanxing, un historien de la dynastie Yuan. Le philosophe Wang Fuzhi a également écrit un commentaire du Tongjian, intitulé "Commentaires suite à la lecture du Tongjian" (读通鉴论, "Du Tongjian Lun").
Enfin, plusieurs compilations historiques furent par la suite inspirées dans leur présentation par le Zizhi Tongjian, comme le Xu Zizhi Tongjian Changbian, le Zizhi Tongjian Waiji ou le Xu Zizhi tongjian.

## Contenu

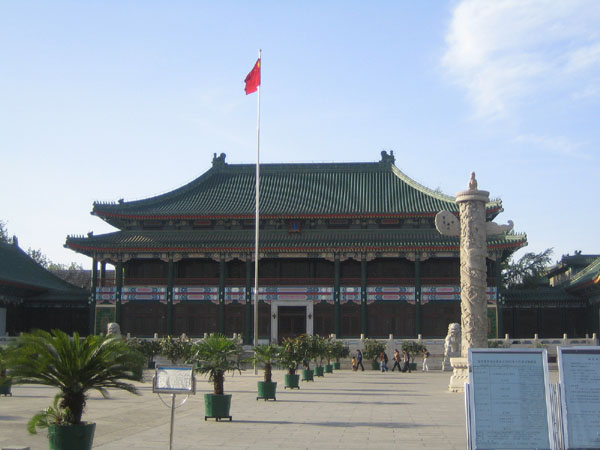
Il ne subsiste plus que 8 chapitre du manuscrit original, qui sont actuellement conservés à la Bibliothèque nationale de Chine, Pékin

Le livre original se composait de 294 chapitres, couvrant les différentes dynasties de la manière suivante :
1. 5 chapitres - Zhou (1046-256 Av. J.C)
2. 3 chapitres - Qin (221-207 Av. J.C.)
3. 60 chapitres - Han (206 Av. J.C.- 220 Ap. J.C.)
4. 10 chapitres - Wei (220-265)
5. 40 chapitres - Jin (265-420)
6. 16 chapitres - Liu Song (420-479)
7. 10 chapitres - Qi (479-502)
8. 22 chapitres - Liang (502-557)
9. 10 chapitres - Chen (557-589)
10. 8 chapitres - Sui (589-618)
11. 81 chapitres - Tang (618-907)
12. 6 chapitres - Liang postérieurs (907-923)
13. 8 chapitres - Tang postérieurs (923-936)
14. 6 chapitres - Jin postérieurs (936-947)
15. 4 chapitres - Han postérieurs (947-951)
16. 5 chapitres - Zhou postérieurs (951-960)

## Note
1. 1 2 3  Xu Elina-Qian, p. 20
2. ↑  Wilkinson (2000:499)
3. ↑  Chinese Literature: Tongjian gangmu 通鑑綱目
4. ↑  Yap (2016)
5. ↑  Yap (2009)
6. ↑  Voir la liste complète sur le site www.chinaknowledge.de :

- (en) Cet article est partiellement ou en totalité issu de l’article de Wikipédia en anglais intitulé « Zizhi Tongjian » (voir la liste des auteurs).